# BK Hird
BK Hird är en svensk idrottsförening från Norrköping. Föreningen bildades den 29 juli 1932. Föreningen är idag en renodlad fotbollsförening men har tidigare utövat såväl bordtennis som bandy. Hird har spelat åtta säsonger i högsta serien i bordtennis ch vunnit flera SM-medaljer samt spelat sju säsonger i tredjedivisionen i fotboll.

## Bildande och namn
Den 29 juli 1932 bildade ett gäng grabbar hemmahörande i Röda stan i Norrköping föreningen BK Heimer. När föreningen ansökte om medlemskap i Riksidrottsförbundet blev de varse att det fanns en annan förening vid namn Heimer, Lidköpingsklubben IF Heimer. För att beviljas medlemskap var föreningen därför tvungen att namnändras, varvid namnet blev BK Hird antogs.

## Fotboll

### Storhetstid
Föreningen deltog vid invigningen av Bollspelaren i juni 1937, vilken skulle komma att utgöra Hirds hemmaplan till 1997. Laget radade inledningsvis upp seriesegrar 1936/1937, 1938/1939, 1939/1940 och 1944/1945. Den sistnämnda seriesegern innebar att Hird för första gången avancerade till division III, dåtidens tredje högsta serie, motsvarande nutidens division I. Laget slutade visserligen sist i sin division-III-serie 1945/1946 och degraderades men var blott en poäng bakom två lag ovanför nedflyttningsstrecket.
Till säsongen 1949/1950 var Hird tillbaka i trean, laget slutade på sjätte plats i en serie som innehöll tre ex-allsvenska lag (Hammarby, Eskilstunakamraterna och VIK). Laget slutade sedan på fjärde plats 1950/1951, sjunde plats 1951/1952 innan man blev sist och degraderades 1952/1953. Notabelt är att laget vann endast en match den sista säsongen.
Efter fem säsonger i division IV vann Hird serien "maratonsäsongen" 1957/1958 (serien spelades höst-vår-höst inför serieomläggningen till vår-höst), då laget vann 20 av 27 matcher och förlorade blott 2.  Vistelsen i trean 1959 bjöd dock bara på 2 segrar, 2 oavgjorda, en sistaplats och degradering. Hird tog sig tillbaka till trean efter en överlägsen serieseger i division IV 1962. Laget klarade nytt kontrakt 1963 (i en serie som bjöd på flera derbyn mot Sylvia, Kenty och Sleipner) men gjorde 1964 Sleipner sällskap ut trean.

### Bottennivå och nutid
Nedflyttningen från division III var starten på en nedåtgående spiral där laget på fem år föll ned till division VI, den lägsta serien inom Östergötland, där laget dessutom kom sist vid tre tillfällen i slutet av 1960-talet.  Säsongen 1980 vann laget i alla fall division VI och höll sedan till i division V och division VI fram till 1996. Åren 1997-2003 spelade laget i division IV och gjorde 2004 ett kort gästspel i division III (då fjärde högsta divisionen). Sedan dess har laget spelat i division IV-VI.

## Bordtennis
Hirds bordtennissektion var aktiv 1936-1938 och ånyo 1944-1956. Säsongerna 1945-1952 spelade laget i bordtennisallsvenskan, motsvarande nutidens Pingisligan.

### SM-framgångar
År 1944 arrangerades SM på hemmaplan i Norrköping. Herrdubbelparet Karl-Ivar Almqvist och Per-Olof Croneryd hemförde guldet till Hird efter att ha besegrat paret Forss/Iverdahl med 21-16, 23-21, 21-19 i finalen. Vid svenska mästerskapen 1947 i Linköping blev Per-Olof Croneryd silvermedaljör i herrsingel. Croneryd föll i finalen mot dåtidens gigant Tage Flisberg med 0-3 i set (20-22, 14-21, 17-21). Två år senare i Uppsala vann Croneryd åter ett silver för Hird då han i par med Bengt Johansson föll i dubbelfinalen mot Djurgårdens Grive/Neidenmark med 0-3. Ett tredje silver vanns av Croneryd då han 1950 efter en jämn batalj fick ge sig för Flisberg i herrsingelfinalen efter 2-3 i set (19-21, 21-15, 21-18, 15-21, 15-21). Vid SM 1951 fick Croneryd nöja sig med brons efter att ha förlorat semifinalen mot Grive i raka set.
Till 1953 hade Bengt Johansson anslutit till Hird. Han blev bronsmedaljör i herrdubbel vid SM i Sundsvall i par med BTK Wirgos Bengt Nicander. Samma valör vanns av Tor Jonsson i herrsingel efter semifinalförlust mot Flisberg. Stockholm stod som värd för SM 1955. För Hirds del innebar mästerskapet den första medaljen i mixeddubbel då Croneryd i par med BK Olympics Birgitta Prawitz nådde semifinal.
BK HIRD:s första bordtennissektion existerade i två år, 1936 till 1938. Hirdarna kom sedan att representera Bolton till dess att bordtennis återigen togs upp av BK HIRD 1944. Fina framgångar följde- K.J. Almqvist och den legendariska P:O: Croneryd vann herrdubbeln i SM för seniorer 1944 och Croneryd kom tvåa i herrsingel. Åren 1945- 1952 spelade BK HIRD i bordtennisallsvenskan med utomordentliga resultat. Croneryd var den stora stjärnan med flera SM- finaler i såväl singel som dubbel. Tilläggas kan att Croneryd spelade 56 landskamper för Sverige medan två andra Hirdare, Tor "Sparke" Jonsson och Bengt "Skvidde" Johnsson också deltog i det svenska bordtennislandslaget de här åren. Sektionen lades ned 1956.
Som en parentes kan nämnas att BK HIRD utöver fotboll och pingis även spelade bandy några år under namnet "Bamsingarna från Norr Tull".